# San Lorenzo, Tochimilco
San Lorenzo är en ort i Mexiko.   Den ligger i kommunen Tochimilco och delstaten Puebla, i den sydöstra delen av landet, 80 km sydost om huvudstaden Mexico City. San Lorenzo ligger 2 148 meter över havet och antalet invånare är 131.
Terrängen runt San Lorenzo är kuperad åt sydost, men åt nordväst är den bergig. Runt San Lorenzo är det ganska tätbefolkat, med 62 invånare per kvadratkilometer. Närmaste större samhälle är Atlixco, 14,7 km öster om San Lorenzo. I omgivningarna runt San Lorenzo växer huvudsakligen savannskog.